# Lingnan Science Journal
Lingnan Science Journal, (abreujat Lingnan Sci. J.), va ser una revista científica amb il·lustracions i descripcions botàniques que va ser publicada a Canton des de l'any 1927/1928 fins al 1950. Va ser precedida per Lingnaam Agric. Rev..